# Guerre aérienne

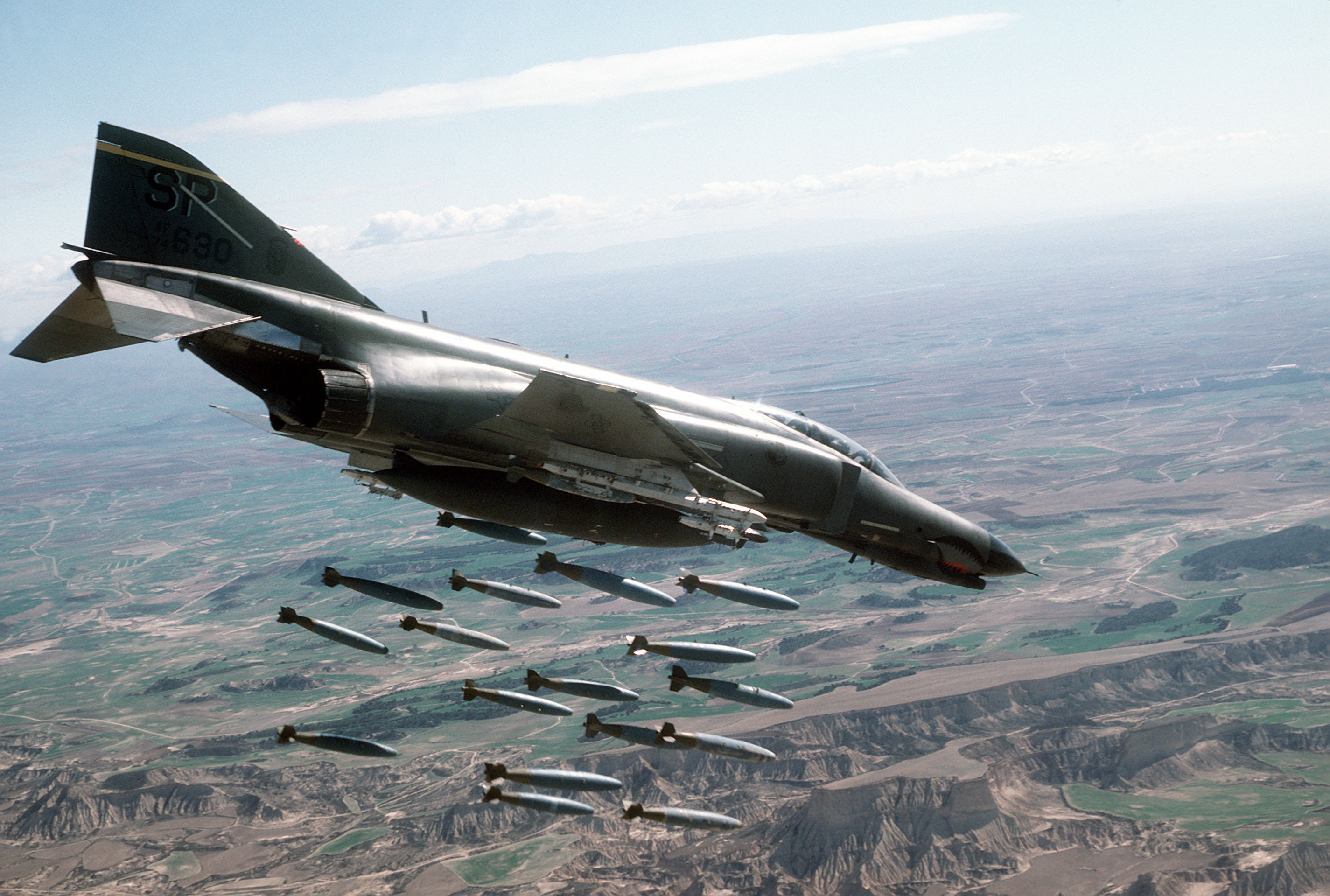
Un F-4 Phantom II de l'US Air Force larguant des bombes aériennes sur un champ de tir à Bardenas Reales, en Espagne, en 1986.

La guerre aérienne est l'utilisation d'avions militaires, divers aéronefs ou véhicules aériens dans la guerre. La guerre aérienne comprend des bombardiers attaquant des installations ennemies ou une concentration de troupes ennemies ou des cibles stratégiques ; des avions de combat luttant pour le contrôle de l'espace aérien ; des avions d'attaque engagés dans un appui aérien rapproché contre des cibles au sol ; l'aviation navale volant contre des cibles maritimes et terrestres à proximité ; planeurs, hélicoptères et autres avions pour transporter des forces aéroportées telles que des parachutistes ; des ravitailleurs aériens pour prolonger la durée ou la portée des opérations ; et des avions de transport militaire pour déplacer le fret et le personnel.
Historiquement, les avions militaires comprenaient des ballons plus légers que l'air transportant des observateurs d'artillerie ; des dirigeables militaires légers pour bombarder les villes ; divers types d'avions de reconnaissance, de surveillance et d'alerte précoce transportant des observateurs, des caméras et des équipements radar ; des bombardiers-torpilleurs pour attaquer les navires ennemis ; et des avions militaires de sauvetage air-mer pour secourir les aviateurs abattus. La guerre aérienne moderne implique majoritairement des missiles et des véhicules aériens sans pilote. Les forces de surface sont susceptibles de répondre à l'activité aérienne ennemie par une guerre anti-aérienne.

## Histoire

Avions de combat de la Première Guerre mondiale au-dessus de l'Europe, 1915-1918.

L'histoire de la guerre aérienne commence à l'Antiquité, avec l'utilisation de cerfs-volants porteurs d'hommes dans la Chine ancienne. Au IIIe siècle, celle-ci évolue vers la guerre des ballons. Les dirigeables (notamment les zeppelins) sont utilisés à des fins militaires au début du XXe siècle.
Les avions plus lourds que l'air entrent en guerre pour la première fois lors de la guerre italo-turque en 1911, d'abord pour la reconnaissance aérienne, puis pour le combat aérien afin d'abattre les avions de reconnaissance ennemis. Les avions continuent à remplir ces fonctions pendant la Première Guerre mondiale (1914-1918), où l'utilisation d'avions et de zeppelins pour le bombardement stratégique fait également son apparition. L'essor des avions de combat et du combat air-air conduit à la prise de conscience de l'opportunité d'atteindre la supériorité aérienne. Une intégration plus étroite des avions d'attaque avec les opérations au sol (« soutien sur le champ de bataille ») se développera également pendant la Première Guerre mondiale.
Au cours de la Seconde Guerre mondiale (1939-1945), le recours au bombardement stratégique s’accroît considérablement, tandis que les forces aéroportées, les missiles et les premières munitions à guidage de précision sont introduits. Les porte-avions acquièrent une importance particulière dans la projection transocéanique de la puissance aérienne.
Les missiles balistiques deviennent d'une importance capitale pendant la guerre froide : ils sont armés de têtes nucléaires et sont stockés par les États-Unis et l'Union soviétique pour se dissuader mutuellement de les utiliser.
La guerre par drones utilisant des équipements sans pilote relativement bon marché prolifèrent au XXIe siècle, en particulier après le début de la seconde guerre du Haut-Karabakh en 2020 et l'invasion russe de l'Ukraine en 2022.

## Reconnaissance aérienne
La reconnaissance aérienne est une reconnaissance à des fins militaires ou stratégiques effectuée à l'aide d'avions de reconnaissance. Ce rôle peut répondre à diverses exigences, notamment la collecte de renseignements par imagerie, l'observation des manœuvres ennemies et le repérage de l'artillerie.

## Tactiques de combat aérien
Les tactiques de combat aérien (également connues sous le nom d'ACM ou dogfighting) sont l'art tactique consistant à déplacer, tourner et situer un avion de chasse afin d'atteindre une position à partir de laquelle une attaque peut être lancée sur un autre avion. Il s'appuie sur les manœuvres de base du chasseur (BFM) offensives et défensives pour obtenir un avantage sur un adversaire aérien.

## Forces aéroportées
Les forces aéroportées sont des unités militaires, généralement de l'infanterie légère, configurées pour être déplacées par avion et « larguées » au combat, généralement par parachute. Ainsi, ils peuvent être placés derrière les lignes ennemies et ont la capacité de se déployer quasi n’importe où avec peu d’avertissement. Les formations sont limitées uniquement par le nombre et la taille de leurs avions, donc avec une capacité suffisante, une force énorme peut apparaître « de nulle part » en quelques minutes, une action appelée « assaut aérien ».
À l’inverse, les forces aéroportées manquent généralement de fournitures et d’équipements pour des opérations de combat prolongées et sont donc plus adaptées aux opérations aériennes qu’à une occupation à long terme ; de plus, les opérations de parachutage sont particulièrement sensibles aux conditions météorologiques défavorables. Les progrès de la technologie des hélicoptères depuis la Seconde Guerre mondiale ont apporté une flexibilité accrue à la portée des opérations aéroportées, et les assauts aériens ont largement remplacé les opérations de parachutisme à grande échelle et (quasi) complètement les opérations de combat avec des planeurs.

## Frappe aérienne
Une frappe aérienne est une opération offensive menée par des avions d'attaque. Les frappes aériennes sont principalement lancées à partir d'avions tels que des chasseurs, des bombardiers, des avions d'attaque au sol et des hélicoptères d'attaque. La définition officielle inclut toutes sortes de cibles, y compris les cibles aériennes ennemies, mais dans l'usage courant, le terme est généralement restreint à une attaque tactique (à petite échelle) contre un objectif terrestre ou naval. Les armes utilisées lors d'une frappe aérienne peuvent aller des balles de mitrailleuses à des missiles et divers types de bombes. On parle aussi communément de « raid aérien ».
En appui aérien rapproché, les frappes aériennes sont généralement contrôlées par des observateurs entraînés pour une coordination avec les troupes terrestres amies d'une manière dérivée des tactiques d'artillerie.

## Bombardement stratégique
Le bombardement stratégique est une stratégie militaire utilisée dans une guerre totale dans le but de vaincre l'ennemi en détruisant son moral ou sa capacité économique à produire et à transporter du matériel vers les théâtres d'opérations militaires, ou les deux. Il s'agit d'une attaque aérienne systématiquement organisée et exécutée qui peut utiliser des bombardiers stratégiques, des missiles à longue ou moyenne portée ou des chasseurs-bombardiers équipés d'armement nucléaire pour attaquer des cibles jugées vitales pour la capacité de guerre de l'ennemi.

## Guerre antiaérienne
La guerre antiaérienne ou défense contre-aérienne est définie par l'OTAN comme « toutes les mesures destinées à annuler ou à réduire l'efficacité d'une action aérienne hostile ». Ils comprennent les systèmes d'armes terrestres et aériens, les systèmes de capteurs associés, les dispositifs de commandement et de contrôle et les mesures passives (par exemple, les ballons de barrage). Il peut être utilisé pour protéger les forces navales, terrestres et aériennes en tout lieu. Cependant, pour la plupart des pays, l'effort principal a tendance à être la « défense du territoire ». L'OTAN qualifie la défense aérienne aéroportée de « contre-aérienne » et la défense aérienne navale de « guerre anti-aérienne ». La défense antimissile est une extension de la défense aérienne, tout comme les initiatives visant à adapter la défense aérienne à la tâche d'intercepter tout projectile en vol.

## Guerre dans l'espace
La guerre dans l'espace est une forme de conflit armé hypothétique où au moins l'un des belligérants agit dans l'Espace.

## Missiles
Dans l'usage moderne, un missile est un système de munition automotrice à guidage de précision, par opposition à une munition automotrice non guidée, appelée roquette (bien que celles-ci puissent également être guidées). Les missiles comportent quatre composants système : le ciblage et/ou le guidage du missile, le système de vol, le moteur et l'ogive. Les missiles se déclinent en types adaptés à différents objectifs : missiles sol-sol et air-sol (balistiques, de croisière, antinavires, antichar, etc.), missiles sol-air (et antibalistiques), des missiles air-air et des armes antisatellites. La totalité des missiles existants sont propulsés par des réactions chimiques à l'intérieur d'un moteur-fusée, d'un moteur à réaction ou d'un autre type de moteur. Les dispositifs explosifs aéroportés non automoteurs sont généralement appelés obus et ont généralement une portée plus courte que les missiles.
Dans l'usage ordinaire anglo-britannique antérieur aux armes guidées, un missile regroupe « tout objet lancé » (projectile), tel que des corps lancés sur des joueurs par des spectateurs lors d'un événement sportif.

## Drones
L'avènement des véhicules aériens sans pilote a radicalement révolutionné la guerre aérienne, plusieurs pays développant et/ou achetant des flottes de drones. Plusieurs benchmarks ont déjà eu lieu, notamment un combat aérien drone-avion de chasse, des sondages de défense aérienne adverse avec des drones, le remplacement d'avions d'une escadre opérationnelle par des drones, le contrôle des drones qualifiant l'opérateur au statut de « combat », le contrôle des drones de l'adversaire, le brouillage et/ou le détournement de données des drones en vol, ainsi que les propositions visant à transférer l'autorité de tir à l'IA à bord d'un drone. Les drones ont rapidement évolué du rôle de surveillance au rôle de combat.
La capacité croissante des drones a remis en question leur capacité de survie et la capacité des avions de combat pilotés.